# تشوه (هندسة)

يؤدي الضغط الضاغط إلى التشوه الذي يقصر الجسم ولكنه يوسعه أيضًا.

التشوه في علم المواد، يشير إلى أي تغييرات في شكل أو حجم كائن بسبب:
- قوة تطبيقية (يتم نقل طاقة التشوه في هذه الحالة من خلال العمل) أو
- تغير في درجة الحرارة (يتم نقل طاقة التشوه في هذه الحالة من خلال الحرارة).

الحالة الأولى يمكن أن تكون نتيجة قوى الشد (الشد)، قوى الضغط (الدفع)، القص، الانحناء أو الالتواء (التواء).
في الحالة الثانية، فإن العامل الأكثر أهمية، والذي يتم تحديده بواسطة درجة الحرارة، هو قابلية العيوب الهيكلية مثل حدود الحبيبات، ووجود نقاط شاغرة، وخلوط الخط والمسمار، وأخطاء التراص والتوائم في كل من المواد الصلبة المتبلرة وغير البلورية. يتم تنشيط حركات أو تشريد هذه العيوب المتنقلة حرارياً، وبالتالي تكون محدودة بسبب معدل الانتشار الذري.
غالبا ما يوصف التشوه على أنه إجهاد.
عند حدوث التشوه، تنشأ قوى داخلية جزيئية تعارض القوة المطبقة. إذا لم تكن القوة المطبقة كبيرة جدًا، فقد تكون هذه القوى كافية لمقاومة القوة المطبقة بالكامل والسماح للكائن بأن يفترض حالة توازن جديدة والعودة إلى حالتها الأصلية عند إزالة الحمل. قد تؤدي القوة الأكبر المستخدمة إلى تشوه دائم للجسم أو حتى إلى فشله الهيكلي.
في الشكل، يمكن ملاحظة أن التحميل الانضغاطي (المشار إليه بالسهم) قد تسبب في تشوه في الأسطوانة بحيث تغير الشكل الأصلي (الخطوط المتقطعة) إلى شكل ذي جوانب منتفخة. ينتفخ الجانبان لأن المادة، على الرغم من قوتها الكافية لعدم تكسيرها أو فشلها، ليست قوية بما يكفي لدعم الحمل دون تغيير. نتيجة لذلك، يتم إخراج المواد خارجياً. القوى الداخلية (في هذه الحالة بزاوية قائمة على التشوه) تقاوم الحمولة المطبقة.
يمكن تطبيق مفهوم الجسم الصلب إذا كان التشوه لا يكاد يذكر.

## أنواع التشوه
اعتمادا على نوع المادة، وحجم وهندسة الكائن، والقوى المطبقة، قد تنتج أنواع مختلفة من التشوه. تعرض الصورة إلى اليمين الضغط الهندسي مقابل رسم إجهاد لمواد مطيلة نموذجية كالصلب. قد تحدث أوضاع تشوه مختلفة تحت ظروف مختلفة، كما يمكن تصويرها باستخدام خريطة آلية التشوه.
التشوه الدائم لا رجعة فيه. يبقى التشوه حتى بعد إزالة القوى المطبقة، في حين أن التشوه المؤقت قابل للاسترداد لأنه يختفي بعد إزالة القوى المطبقة.
يسمى التشوه المؤقت أيضا تشوه مرن، بينما يسمى التشوه الدائم التشوه البلاستيكي.

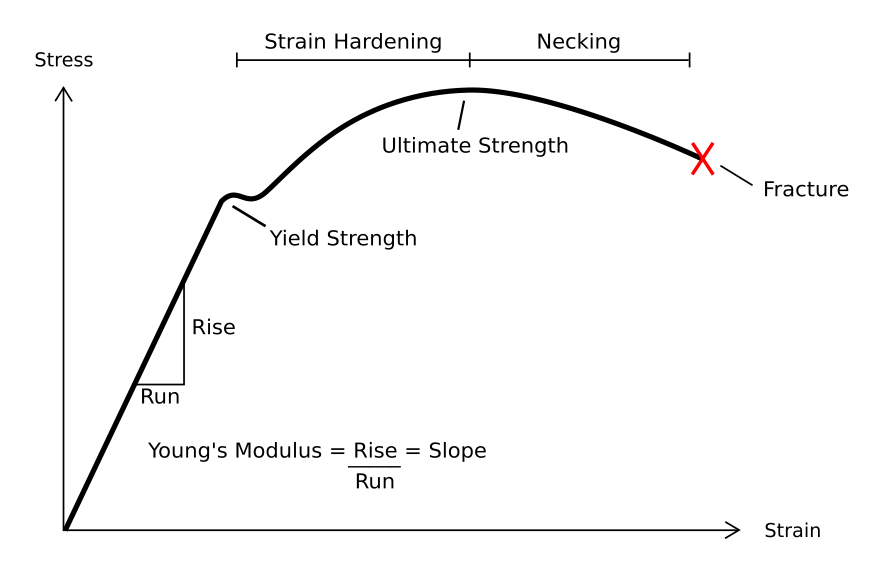
الضغط النموذجي مقابل رسم سلالة يشير إلى المراحل المختلفة للتشوه.

### تشوه مرن
هذا النوع من التشوه يمكن عكسه. بمجرد عدم تطبيق القوات، يعود الكائن إلى شكله الأصلي. اللدائن وذاكرة الشكل المعادن مثل الننتول يحمل نطاقات واسعة تشوه مرنة، وكذلك المطاط. ومع ذلك، فإن المرونة غير خطية في هذه المواد. تظهر المعادن العادية والسيراميك ومعظم البلورات مرونة خطية ونطاق مرونة أصغر.
يخضع التشوه المرن الخطي لقانون هوك الذي ينص على:
أين هو الإجهاد المطبق، هو ثابت مادي يسمى معامل يونغ أو معامل المرونة، و ε هو السلالة الناتجة. {\displaystyle \sigma }إجهاد{\displaystyle E}معامل يونغانفعالتنطبق هذه العلاقة فقط في نطاق المرونة وتشير إلى أن منحنى الضغط مقابل منحنى الإجهاد يمكن استخدامه لإيجاد معامل يونغ (). {\displaystyle E}غالبًا ما يستخدم المهندسون هذا الحساب في اختبارات الشد. على مدى مرونة ينتهي عندما تصل موادها مقاومة الخضوع. عند هذه النقطة، يبدأ تشوه البلاستيك.
لاحظ أنه ليس كل المواد المرنة تخضع للتشوه الخطي المرن. بعض، مثل الخرسانة، والحديد الزهر الرمادي، والعديد من البوليمرات، الاستجابة بطريقة غير الخطية. لهذه المواد قانون هوك هو غير قابل للتطبيق.

### تشوه اللدن
هذا النوع من التشوه لا رجعة فيه. ومع ذلك، فإن الجسم الموجود في نطاق تشوه اللدن سيخضع لأول مرة للتشوه المرن، والذي يمكن عكسه، وبالتالي فإن الجسم سيعود إلى شكله الأصلي. لينة اللدائن الحرارية لديها مجموعة كبيرة بدلا من تشويه اللدن كما تفعل المعادن الدكتايل مثل النحاس، الفضة، والذهب. يفعل الصلب أيضا، ولكن لا يلقي الحديد. البلاستيك الصلب المتصلد بالحرارة والمطاط والبلورات والسيراميك لديها حد أدنى من تشوه البلاستيك. مثال على مادة ذات مدى تشوه كبير من البلاستيك هو العلكة الرطبة، والتي يمكن أن تمتد إلى عشرات المرات طولها الأصلي.
علك
تحت إجهاد الشد، يتميز تشوه البلاستيك بمنطقة تصلب للإجهاد ومنطقة للعنق وأخيراً، كسر (يسمى أيضًا التمزق). خلال تصلب السلالة تصبح المادة أقوى من خلال حركة الاضطرابات الذرية. يشار إلى مرحلة necking بواسطة انخفاض في منطقة مستعرضة من العينة. يبدأ المعطف بعد الوصول إلى القوة النهائية. أثناء الرنين، لم تعد المادة قادرة على تحمل أقصى قدر من الضغط، كما أن الإجهاد في العينة يزيد بسرعة. التشوه البلاستيكية ينتهي بكسر المادة.

#### تعب المعدن
آلية تشوه أخرى هي التعب المعدني، والذي يحدث في المقام الأول في المعادن السائلة. كان يعتقد في الأصل أن مادة مشوهة فقط داخل نطاق المرونة تعود بالكامل إلى حالتها الأصلية بمجرد إزالة القوات. ومع ذلك، يتم إدخال الأعطال على المستوى الجزيئي مع كل تشوه. بعد العديد من التشوهات، ستبدأ التشققات في الظهور، تليها بعد فترة وجيزة من الكسر، دون أي تشوه واضح في البلاستيك بينهما. اعتمادًا على المادة والشكل ومدى قرب الحد المرن من التشوه، قد يتطلب الفشل آلاف أو ملايين أو مليارات أو تريليونات التشوهات.
كان التعب المعدني سببا رئيسيا في فشل الطائرات، خاصة قبل فهم العملية بشكل جيد (انظر، على سبيل المثال، حوادث دي هافيلاند كومت). هناك طريقتان لتحديد متى يكون جزء ما في خطر إرهاق المعادن. إما التنبؤ عندما يحدث الفشل بسبب تركيبة المادة / القوة / الشكل / التكرار، واستبدال المواد الضعيفة قبل حدوثها، أو إجراء عمليات تفتيش للكشف عن الشقوق الميكروسكوبية وإجراء عملية الاستبدال بمجرد حدوثها. إن اختيار المواد التي لا يحتمل أن تعاني من إجهاد المعدن خلال حياة المنتج هو الحل الأفضل، ولكن ليس من الممكن دائمًا. تجنب الأشكال مع زوايا حادة يحد من إجهاد المعادن عن طريق تقليل تركيزات الضغط، ولكنه لا يزيله.
يمكن تحليل عامل انتفاخ أجزاء الضغط من الطائرة مساعدة في تقييم التسامح الضرر من جسم الطائرة هيكل الطائرة.

رسم تخطيطي لمنحنى الإجهاد والانفعال ، يوضح العلاقة بين الإجهاد (القوة المطبقة) والتوتر (التشوه) لمعدن مطيل.

#### فشل مضغوط
عادة، يؤدي الضغط الضاغط المطبق على القضبان والأعمدة وغيرها إلى التقصير.
تحميل عنصر أو العينة الهيكلية سيزيد من ضغط الضغط حتى يصل إلى قوة ضغطه. وفقا لخصائص المواد، وسائط الفشل ويحقق للمواد مع الدكتايل السلوك (معظم المعادن، وبعض التربة والمواد البلاستيكية) أو تمزق للسلوك هش (geomaterials، الحديد الزهر، والزجاج، الخ).
في العناصر الهيكلية الطويلة النحيلة - مثل الأعمدة أو قضبان التجاويف - زيادة في قوة الانضغاط F تؤدي إلى فشل بنيوي بسبب التواء في ضغط أقل من قوة الانضغاط.

### كسر
هذا النوع من التشوه هو أيضا لا رجعة فيه. يحدث الكسر بعد أن تصل المادة إلى نهاية مرن، ثم نطاقات بلاستيكية تشوه. عند هذه النقطة تتراكم القوات حتى تكون كافية لإحداث كسر. سوف تتكسر جميع المواد في النهاية، إذا تم تطبيق قوى كافية.

## المفاهيم الخاطئة
هناك اعتقاد خاطئ شائع هو أن جميع المواد التي تنحني هي «ضعيفة» وتلك التي لا تكون «قوية». في الواقع، العديد من المواد التي تخضع لتشوهات مرنة وبلاستيكية كبيرة، مثل الفولاذ، قادرة على امتصاص الضغوط التي من شأنها أن تتسبب في مواد هشة، مثل الزجاج، مع الحد الأدنى من التشوهات البلاستيكية، لتكسير.

## روابط خارجية
- جدول آليات وعمليات التشوه